# Bernhard Grape
Bernhard Grape (* 21. November 1849 in Ganderkesee, Großherzogtum Oldenburg; † 18. März 1912 in Delmenhorst) war ein deutscher Volksschullehrer und Politiker einer liberalen Partei.

## Biografie

### Familie, Ausbildung und Beruf
Grape war der Sohn des Brinkbesitzers Diedrich Grape. Er besuchte von 1864 bis 1869 das Evangelische Lehrerseminar Oldenburg und war nach der ersten Lehrerprüfung zunächst für zwei Jahre an der Taubstummenlehranstalt in Wildeshausen tätig, ehe er 1871 in Wapeldorf seine erste Hauptlehrerstelle antrat. 1880 wechselte er in gleicher Funktion nach Lehmden über, 1895 schließlich in den Delmenhorster Stadtteil Deichhorst.
Grape war mit der elf Jahre jüngeren Albertine (Bertha) Karoline geb. Nolte, der Tochter eines Kupferschmiedes aus Wildeshausen, verheiratet. Das Paar hatte zwei Söhne, die ebenfalls Volksschullehrer wurden.

### Politik
In der Lehrerbewegung um die Jahrhundertwende spielte der früh an Politik interessierte Grape als Schriftführer im Vorstand des Oldenburgischen Landeslehrervereins eine bedeutende Rolle sowie als Schriftleiter des Oldenburgischen Schulblatts von 1894 bis 1905. Er setzte als Redakteur die Umwandlung des Blattes von einer Abonnentenzeitung in eine wöchentlich erscheinende Mitgliederzeitung und damit eine Verdreifachung der Auflage durch. Das verschaffte dem Verein eine größere Festigkeit nach innen und mehr Publizität nach außen. Im Oldenburgischen Schulblatt kommentierte er bedeutende Fragen der Schulpolitik und der Pädagogik um 1900. Sein politisches Interesse des  beschränkte sich jedoch nicht auf die Vertretung von Lehrerinteressen. 1899 wurde er in den Stadtrat von Delmenhorst gewählt, von 1902 bis 1908 gehörte er als Abgeordneter der Deutschen Demokratischen Partei dem Oldenburgischen Landtag an. Hier vertrat er in enger Absprache mit seinem Delmenhorster Parteifreund Erich Koch-Weser vor allem kulturpolitische Fragen und wandte sich gegen jede kirchliche Beeinflussung des Schulwesens.